# Łażany
Łażany (niem. Laasan) – wieś w Polsce położona w województwie dolnośląskim, w powiecie świdnickim, w gminie Żarów. Położona jest w rozległej dolinie w sąsiedztwie rzeki Strzegomki. 

## Demografia

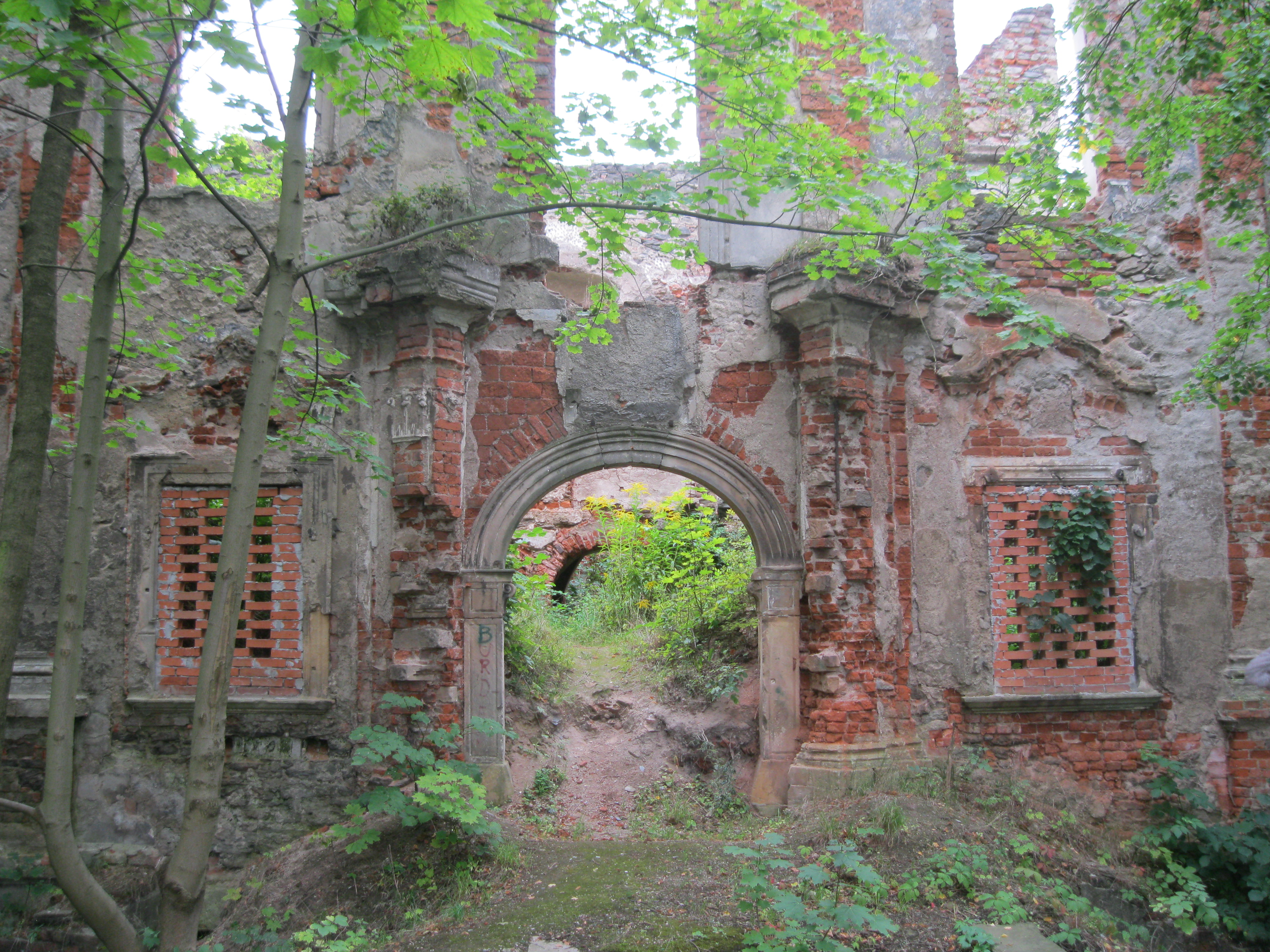
Wejście do pałacu

Łażany to niewielka miejscowość położona w Gminie Żarów. Wieś liczy obecnie (III 2011 r.) 631 mieszkańców, w tym: 319 kobiet (50,55% ogółu mieszkańców) i 312 mężczyzn.

## Podział administracyjny
W latach 1975–1998 miejscowość administracyjnie należała do województwa wałbrzyskiego.

## Historia
Wieś powstała pod koniec XII w.

## Most żelazny
W Łażanach 30 lipca (lub 20 maja) 1796 otwarto pierwszy na kontynencie europejskim (poza Wielką Brytanią) most żelazny, którego konstrukcję wyprodukowano rok wcześniej (1795) w hucie w Ozimku. Most ten przetrwał prawie 150 lat, funkcjonował aż do roku 1945. Istnieją dwie hipotezy dotyczące okoliczności zniszczenia mostu (zawalenie w wyniku wjazdu radzieckiego czołgu lub wysadzenie w powietrze przez Niemców cofających się przed Armią Czerwoną za linię Strzegomki). Tymczasem już przed 1939 ze względu na przestarzałą konstrukcję i ograniczoną nośność planowano przeniesienie mostu do jednego z parków we Wrocławiu.
Konstrukcję żeliwną mostu o łącznej masie 47 ton zamówił w hucie „Małapanew” hrabia Niclas August von Burghaus, Graf zu Laasan-Peterwitz. Most posiadał konstrukcję jednoprzęsłową, szkieletową. Łuki miały długość 15 metrów. Całość składała się z pięciu łuków w rozstawie 1,35 metra. Elementy mostu przetransportowano do Łażan jesienią 1795, a w ciągu 10 wiosennych tygodni kolejnego roku przeprowadzono montaż. Prace nad zleceniem nadzorował hrabia Friedrich Wilhelm von Reden, a projektował (wraz z opracowaniem technologii wykonania, odlewu, transportu i montażu) John Baildon Most kosztował znaczną na owe czasy kwotę 20 tysięcy złotych marek (z czego sam ustrój nośny – połowę).
W związku z inauguracją mostu Niclas von Burghaus zamówił u wrocławskiego medaliera Kőniga artystyczny stempel, którym wybito następnie znaczną liczbę okolicznościowych, pamiątkowych medali ze srebra i miedzi z przedstawieniem mostu i jego podstawowych parametrów.
W 1995, podczas prac związanych z regulacją rzeki Strzegomki, na jej dnie odnaleziono, a następnie wydobyto części mostu o masie ok. 3 ton (barierki, płyty pomostów, dźwigary łukowe, belki gzymsowe). Kolejne elementy mostu (o masie 5 t) wydobyto w 2003 i złożono w Żarowie, udaremniając próby wywiezienia jego elementów przez złomiarzy.

## Zabytki
Do wojewódzkiego rejestru zabytków wpisane są:
- kościół filialny pw. Bożego Ciała, z XIII w., 1569 r.
- zespół pałacowy:
  - ruiny pałacu w Łażanach z początku XVIII w., zbudowanego na planie czworokąta z wewnętrznym dziedzińcem, powstał na miejscu dawnego zamku wodnego, którego początki sięgają XIV wieku.
  - park, z początku XIX w.

## Kamieniołom granodiorytu w Łażanach
Ok. 500 m na północ od wsi znajduje się kopalnia Łażany II. Zakład eksploatuje złoże zlokalizowane w obrębie granitoidowego masywu Strzegom-Sobótka. W kamieniołomie na potrzeby produkcji kruszyw budowlanych wydobywa się średniokrystaliczny granodioryt hornblendowo-biotytowy, któremu w mniejszych ilościach towarzyszy drobnokrystaliczny tonalit augitowo-hornblendowo-biotytowy. Ponadto w obrębie granodiorytów stwierdzono porwaki (ksenolity) skał osłony masywu - hornfelsy, skały węglanowe (wapienie krystaliczne, marmury) oraz skały wapniowo-krzemianowe (skarny). W 2019 roku w kopalni "Łażany II" dokonano ciekawego odkrycia mineralogicznego. W obrębie wkładki marmurów stwierdzono obecność spinelu właściwego (MgAl
2O
4) – minerału z grupy tlenków. Odkrycie w kopalni Łażany II jest wyjątkowe z dwóch powodów: po raz pierwszy udokumentowano spinel właściwy w masywie Strzegom-Sobótka oraz po raz pierwszy w Polsce opisano ten minerał w skale macierzystej. Do chwili odkrycia spinel właściwy w Polsce był znany jedynie z osadów rzecznych, np. w osadach Izery na Hali Izerskiej czy Kaczawy w Złotoryi.